# Mike Fidler
Mike Fidler (né le 19 août 1956 à Everett dans le Massachusetts aux États-Unis) est un ancien joueur professionnel de hockey sur glace.

## Carrière en club
En 1974, il rejoint le championnat universitaire en jouant pour les Terriers de l'université de Boston. Il y passe deux saisons avant de participer aux repêchages amateurs des ligues majeures nord-américaines : la Ligue nationale de hockey et l'Association mondiale de hockey.
Ainsi, il est choisi en tant que 41e et 13e choix par les  Seals de la Californie de la LNH et les Whalers de la Nouvelle-Angleterre de l'AMH.
Il fait alors le choix de jouer dans la LNH mais ne rejoint pas les Seals. À la place, il joue pour les Barons de Cleveland. En 1978, la franchise des North Stars du Minnesota est rachetée par les frères Gordon et George Gund, les propriétaires des Barons. Les frères Gund reçoivent alors l’autorisation  exceptionnelle  de fusionner les franchises et décident de garder le nom des North Stars.
Peu utilisé par les North Stars, il rejoint en décembre 1980, les Whalers de Hartford, nouveau nom des Whalers de la Nouvelle-Angleterre, en échange de Gordie Roberts.
Il connaît une fin de carrière avec très peu de temps de jeu dans la LNH mais également dans les ligues mineures (Ligue américaine de hockey, Ligue centrale de hockey, ...)
Il met fin à sa carrière en 1984 et n'aura joué finalement aucun match de séries éliminatoires.

## Statistiques
Pour les significations des abréviations, voir Statistiques du hockey sur glace.
| Saison     | Équipe                     | Ligue      |     | Saison régulière | Saison régulière | Saison régulière | Saison régulière | Saison régulière |   | Séries éliminatoires | Séries éliminatoires | Séries éliminatoires | Séries éliminatoires | Séries éliminatoires |
| Saison     | Équipe                     | Ligue      | PJ  | B                | A                | Pts              | Pun              | PJ               | B | A                    | Pts                  | Pun                  |                      |                      |
| 1974-1975  | Terriers de Boston         | NCAA       | 31  | 24               | 24               | 48               | 56               |                  |   |                      |                      |                      |                      |                      |
| 1975-1976  | Terriers de Boston         | NCAA       | 29  | 22               | 24               | 46               | 78               |                  |   |                      |                      |                      |                      |                      |
| 1976-1977  | Golden Eagles de Salt Lake | LCH        | 10  | 12               | 6                | 18               | 0                |                  |   |                      |                      |                      |                      |                      |
| 1976-1977  | Barons de Cleveland        | LNH        | 46  | 17               | 16               | 33               | 17               |                  |   |                      |                      |                      |                      |                      |
| 1977-1978  | Barons de Cleveland        | LNH        | 78  | 23               | 28               | 51               | 38               |                  |   |                      |                      |                      |                      |                      |
| 1978-1979  | Stars d'Oklahoma City      | LCH        | 8   | 6                | 4                | 10               | 7                |                  |   |                      |                      |                      |                      |                      |
| 1978-1979  | North Stars du Minnesota   | LNH        | 59  | 23               | 26               | 49               | 42               |                  |   |                      |                      |                      |                      |                      |
| 1979-1980  | North Stars du Minnesota   | LNH        | 24  | 5                | 4                | 9                | 13               |                  |   |                      |                      |                      |                      |                      |
| 1980-1981  | North Stars du Minnesota   | LNH        | 20  | 5                | 12               | 17               | 6                |                  |   |                      |                      |                      |                      |                      |
| 1980-1981  | Whalers de Hartford        | LNH        | 38  | 9                | 9                | 18               | 4                |                  |   |                      |                      |                      |                      |                      |
| 1981-1982  | Stars d'Oklahoma City      | LCH        | 6   | 3                | 5                | 8                | 0                |                  |   |                      |                      |                      |                      |                      |
| 1981-1982  | Blades d'Érié              | LAH        | 5   | 1                | 2                | 3                | 0                |                  |   |                      |                      |                      |                      |                      |
| 1981-1982  | Whalers de Hartford        | LNH        | 2   | 0                | 1                | 1                | 0                |                  |   |                      |                      |                      |                      |                      |
| 1982-1983  | Indians de Springfield     | LAH        | 30  | 10               | 17               | 27               | 38               |                  |   |                      |                      |                      |                      |                      |
| 1982-1983  | Black Hawks de Chicago     | LNH        | 4   | 2                | 1                | 3                | 4                |                  |   |                      |                      |                      |                      |                      |
| 1983-1984  | Nighthawks de New Haven    | LAH        | 16  | 6                | 7                | 13               | 6                |                  |   |                      |                      |                      |                      |                      |
| 1983-1984  | Wiener EV                  | Autriche   | 10  | 11               | 13               | 24               | 18               |                  |   |                      |                      |                      |                      |                      |
| Totaux LNH | Totaux LNH                 | Totaux LNH | 271 | 84               | 97               | 181              | 124              |                  |   |                      |                      |                      |                      |                      |

## Carrière internationale
Il représente les États-Unis lors des championnats du monde 1978 (6e place) et 1983 (1re place du groupe B).